# Czosnek błękitny
Czosnek błękitny, czosnek niebieski (Allium caeruleum Pall.) – gatunek rośliny należący do rodziny czosnkowatych. Gatunek występuje na Kaukazie nad M. Kaspijskim, w południowo-zachodniej Syberii (Ałtaj), na terenie Azji Środkowej (Kazachstan, Kirgistan, Tadżykistan, w północno-zachodnich Chinach (Sinciang) i w Mongolii.

## Morfologia
PokrójRoślina w czasie kwitnienia osiąga wysokość 25–30 cm.
CebulaPojedyncza, prawie okrągła, średnicy 1–2 cm, zazwyczaj z małymi cebulkami przybyszowymi u nasady, okryta szczelnie ciemnoszarą, suchą łuską.
ŁodygaProsto wzniesiona, obła, sztywna, gładka lub chropowate drobnymi ząbkami, do 1/3 objęta pochwami liści; wysokość 25–30 cm.
Liście2–3 w dolnej części głąbika, krótsze od niego, 2–5 mm szerokie, równowąskie, dęte. W przekroju nierówno trójkątne. Między krawędziami gładkie lub chropowate drobnymi ząbkami. Zasychają w trakcie kwitnienia.
KwiatyZebrane w półkuliste lub kuliste, gęste, niewielkie (do 2,5 cm średnicy) baldachy pozorne na szczycie łodygi. Przed rozwinięciem kwiatostan osłonięty jest błoniastą dwuczęściową, nie odpadającą podczas kwitnienia okrywą. W kwiatostanie do 50 kwiatów; często występują również (a czasem nawet tylko) cebulki. Szypułki nierówne, 2–6 razy dłuższe niż okwiat, z przylistkami. Działki podłużne do podłużnie-lancetowatych, 3-5×0,8–1,8 mm, błękitne (u roślin uprawnych także fioletowoniebieskie), wewnętrzne węższe. Pręciki równej długości, nieco dłuższe lub krótsze od działek; nitki zrośnięte u podstawy i przyrośnięte do działek okwiatu, całe, czasami z jednym ząbkowatym wyrostkiem po każdej stronie podstawy, wewnętrzne do 1,5–2x szersze niż zewnętrzne. Zalążnia owalna, z wklęsłymi miodnikami, zakrytymi kapturkowymi występami u nasady.

## Biologia i ekologia
Bylina, geofit. Roślina w naturze występuje na pozbawionych lasu stokach górskich i halach w piętrze alpejskim, 1100–2300 m n.p.m. Kwitnie od czerwca do sierpnia.

## Zastosowanie i uprawa
- Zastosowanie. Jest uprawiany jako roślina ozdobna, do zastosowania w ogrodach skalnych i alpinariach. Łatwa w uprawie, ma małe wymagania co do wilgotności podłoża. Przyciąga motyle i pszczoły. Nadaje się na kwiat cięty. Zalecane stosowanie w dużych grupach.
- Wymagania. Mrozoodporność i wymagania klimatyczne – strefa 6-9[4]. W Polsce mrozoodporność wystarczająca. Gleba lekka i przepuszczalna, nieco wilgotna w czasie wegetacji, potem może być całkowicie sucha. Należy unikać nadmiernego nawodnienia, mogącego prowadzić do chorób grzybowych. Nasłonecznienie tylko pełne.
- Uprawa. Sadzić jesienią na głębokość 12 cm, przy odległości 5 cm. Rozmnażanie – przez podział cebul lub cebulki przybyszowe (rośliny uprawiane podobno nie wydają zdolnych do kiełkowania nasion).